# Rakaia granulosa
Rakaia granulosa är en spindeldjursart som beskrevs av Forster 1952. Rakaia granulosa ingår i släktet Rakaia och familjen Pettalidae. Inga underarter finns listade i Catalogue of Life.